# Молодовка (Сумская область)
Молодовка (укр. Молодівка) — село,
Снежковский сельский совет,
Бурынский район,
Сумская область,
Украина.
Код КОАТУУ — 5920986403. Население по переписи 2001 года составляло 37 человек.

## Географическое положение
Село Молодовка находится на левом берегу реки Биж, недалеко от её истоков,
ниже по течению на расстоянии в 3 км расположено село Бижевка,
на противоположном берегу — село Пасевины.